# Blåøjet honningæder
Blåøjet honningæder (latin: Melidectes belfordi) er en fugleart, der lever på Ny Guinea.